# Экология Москвы
Экологическая ситуация в Москве — состояние окружающей среды, охрана природы и характеристики экосистем в районе города Москвы.
На условия загрязнения окружающей среды города влияет преобладание западных и северо-западных ветров, несущих к Москве воздух, очищенный над лесными массивами западной части Московской области. В периоды преобладания восточных и юго-восточных ветров Москва получает менее чистый воздух, поскольку юго-восток области озеленён на 25—30 %, значительно распахан и более индустриальный. Качество водных ресурсов города лучше на северо-западе города, выше по течению Москвы-реки. Северо-запад Москвы более возвышенный, холмистый, имеет более тяжелые, глинистые и суглинистые почвы. Это способствует активному поверхностному смыву, горизонтальной миграции загрязнения, его концентрации в водоемах и малому проникновению в грунты. Важным фактором улучшения экосистемы города является сохранение и развитие скверов, парков и деревьев внутри дворов, значительно пострадавших в последние годы от точечной застройки.
Москва влияет на прилегающую местность: атмосферное загрязнение распространяется на 70—100 км, депрессионные воронки от забора артезианских вод имеют радиусы 100—120 км, тепловые загрязнения и нарушение режима осадков наблюдается на расстоянии 90—100 км, а угнетение лесных массивов — на 30—40 км.

## Экологические проблемы Москвы
Город Москва продолжает свой рост и уплотнение застройки, он перешёл за кольцевую дорогу, слился с городами-спутниками.
Средняя плотность населения — 4,9 тыс. чел. на 1 км². Сотни тысяч источников выбрасывают в воздух огромное количество вредных веществ, так как частичная очистка внедрена только на 60 % предприятий. Особый вред наносится автомобилями, технические параметры многих из которых не соответствуют требованиям по качеству выхлопных газов и сошли с конвейера ещё в советские времена. Износ шин даёт цинк, дизельные моторы — кадмий. Эти тяжёлые металлы относятся к сильным токсинам. Промышленные предприятия дают очень много пыли, окисей азота, железа, кальция, магния, кремния. Эти соединения не столь токсичны, однако снижают прозрачность атмосферы, дают на 50 % больше туманов, на 10 % больше осадков, на 30 % сокращают солнечную радиацию. В целом на одного москвича приходится 46 кг вредных веществ в год.
Среди источников загрязнения Москвы на первом месте стоят выхлопные газы автотранспорта. Экологический мониторинг в Москве осуществляют 56 автоматических стационарных станций, контролирующих уровень загрязнения воздуха. Контролируется содержание в воздухе 26 загрязняющих веществ.

### Качество воздуха
В зимний период 2023–2024 годов в Москве отмечено снижение концентраций основных загрязняющих веществ. По данным Департамента природопользования и охраны окружающей среды, уровень мелкодисперсных взвешенных частиц (PM10 и PM2.5) уменьшился на 7% по сравнению с аналогичным периодом предыдущего года. Основными факторами, способствовавшими улучшению качества воздуха, стали обильные осадки и благоприятные метеорологические условия, обеспечившие рассеивание загрязняющих веществ в атмосфере.

### Транспорт и выбросы
В период с 2018 по 2023 год в Москве активно внедрялись электробусы, что позволило снизить выбросы углекислого газа на 130 000 тонн. По состоянию на июль 2024 года в городе эксплуатировалось более 1 700 электробусов, работающих на 130 маршрутах. Развитие электротранспорта способствует снижению уровня загрязнения воздуха и уменьшению выбросов вредных веществ.

### Климатические изменения
2024 год стал самым тёплым в Москве за всю историю метеорологических наблюдений, ведущихся с 1779 года. Среднегодовая температура воздуха составила 8,2 °C, что превысило предыдущий рекорд 2020 года (8 °C). Сентябрь 2024 года стал самым жарким за весь период наблюдений: его средняя температура достигла 17,9 °C, что на 5,7 °C выше климатической нормы.

### Водные ресурсы

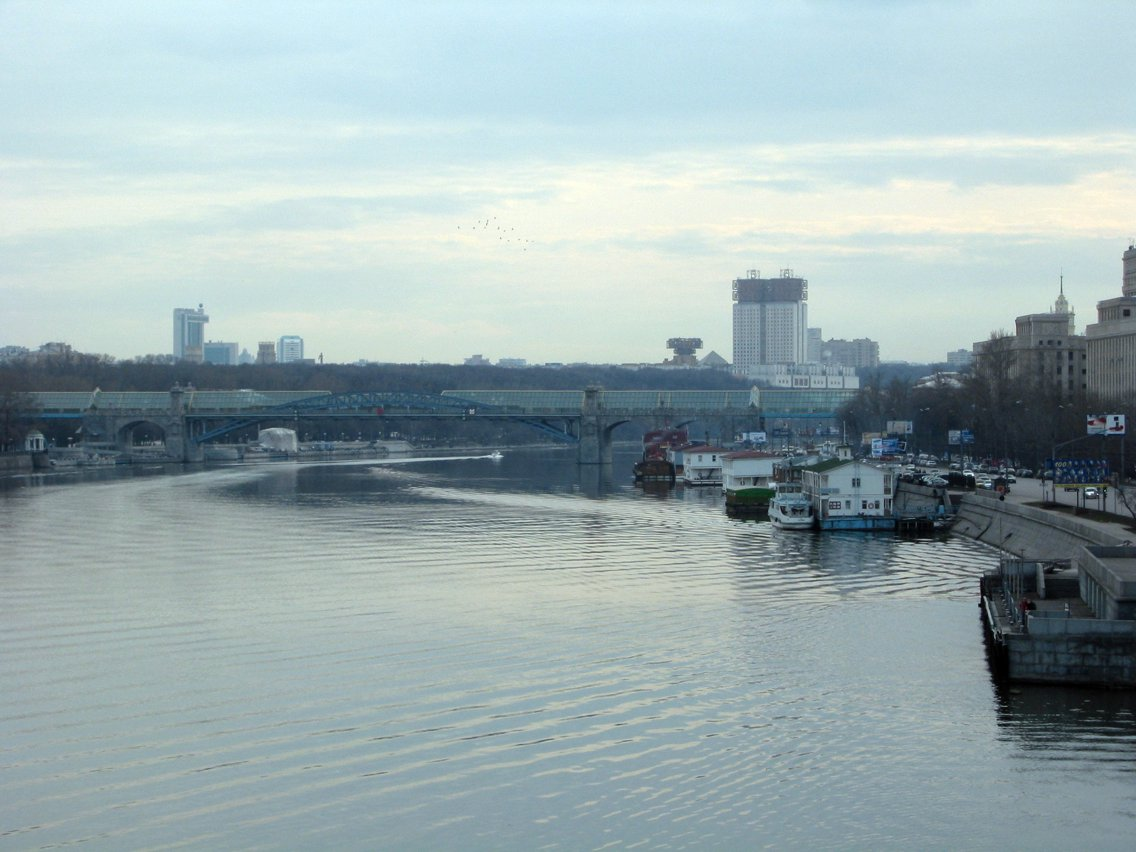
Вид на реку Москву

Комплекс водных объектов Москвы — это гидрографическая система, состоящая более чем из 140 рек и ручьёв, 4 озёр и более 400 прудов различного происхождения, из них 170 руслового происхождения. Водные объекты города в процессе хозяйственной деятельности испытывают мощные техногенные и антропогенные нагрузки, при этом они обеспечивают регулирование и отвод поверхностного и грунтового стока, несут рекреационные нагрузки, используются для хозяйственно-питьевого и технического водоснабжения, судоходства и других целей.
На территории города выделяются 6 главных водотоков: реки Москва, Яуза, Сетунь, Городня, Сходня, Нищенка. Основным водоприёмником всех видов территориального стока является Москва-река, расход которой в черте города изменяется от 10 до 15 м³/с на верхнем участке и до 100 м³/с на выходе из города.
Формирование расхода и качества воды в реках на территории Москвы является сложным процессом и находится под воздействием многочисленных природных и антропогенных факторов и до сих пор власти города не уделяют этой проблеме должного внимания.
Основным природным процессом формирования стока является смешение вод, участвующих в питании реки, то есть атмосферных, почвенных, грунтовых и подземных вод, которые выщелачивают ряд макро- и микроэлементов при взаимодействии с почвами и породами. В результате создаётся определённый состав речной воды, отражающий весь комплекс климатических, географических, гидрологических и гидрохимических факторов, характерных для площади водосбора реки.
К антропогенным источникам поступления стока в речные воды относятся бытовые, промышленные, поверхностные (ливневые и талые) и дренажные сточные воды, дымы и газы, растворяющиеся в атмосферных осадках, сельскохозяйственные стоки, результаты рекреационной деятельности и т. д.
На качество поступающей в город воды реки Москвы и её основных притоков оказывает влияние комплекс хозяйственной деятельности на территориях Московской, Смоленской и Тверской областей, поэтому уже на входе в город качество воды не соответствует нормативам рыбохозяйственного водопользования по многим показателям.
В черте города происходит дополнительное загрязнение реки за счёт сбросов промышленных и ливневых сточных вод, недостаточно-очищенных сточных вод после станций аэрации, неорганизованного поверхностного стока с селитебных территорий.

### Зелёные насаждения

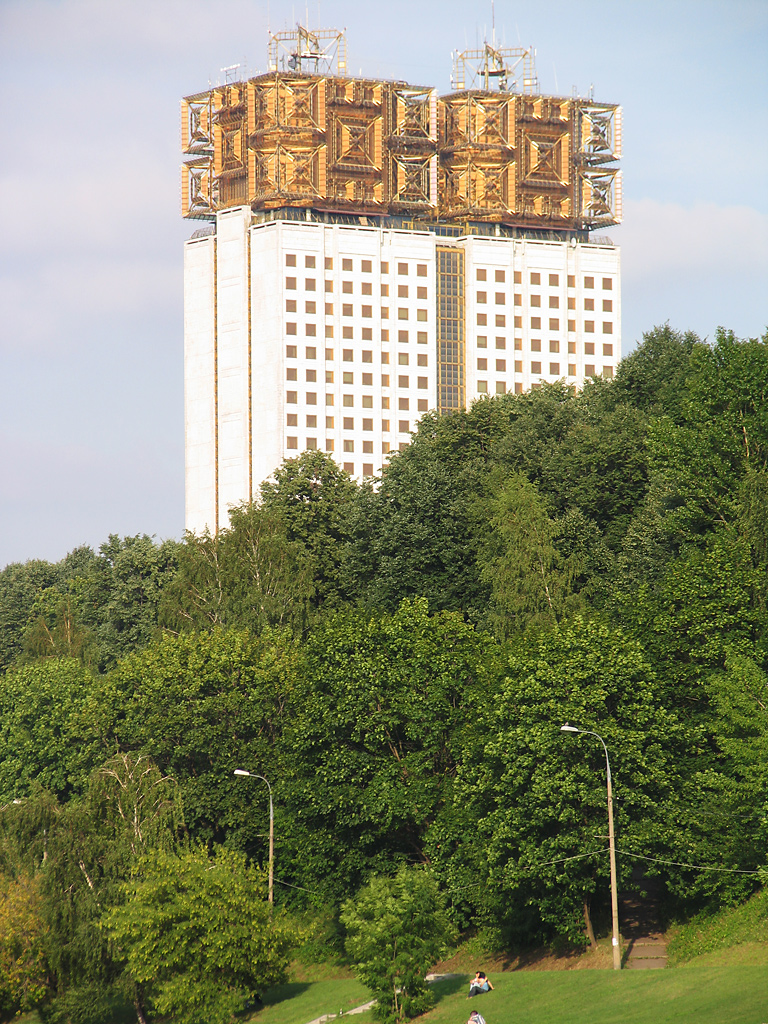
Здание Президиума РАН

Генеральный план реконструкции Москвы 1935 года ввёл понятие «лесопаркового защитного пояса» в радиусе 50 км вокруг города. По ряду данных, за последние 50 лет площадь защитного леса сократилась на 33 тысячи гектаров, ещё около 100 тысяч га поразил короед-типограф. На данный момент леса ближайшего Подмосковья не имеют федерального охранного статуса. В 2015 году обсуждались планы ввести запрет на вырубку деревьев в радиусе 70 км.
На территории Москвы расположены 118 особо охраняемых природных территорий, из которых 52 % — зелёные насаждения, заказники, национальные парки и 10 природно-исторических парков. По данным департамента природопользования, 93 % деревьев города характеризуются «хорошим, удовлетворительным качественным состоянием». Площадь зелёных территорий на территории «старой» Москвы составляет 54,5 %, но в основном они расположены на периферии и не связаны друг с другом. Эти территории также страдают из-за повышенной антропогенной нагрузки. Департамент заявлял о планах по созданию «лугопарков» — озеленённых рекреационных зон по периферии охраняемых природных территорий. Осенью 2016 года эксперты Greenpeace сообщали, что по ох оценкам за период с 2000 по 2015 год чистая убыль зелёных насаждений составила 700 га.
На 2017 год намечена реконструкция 30 существующих парков и открытие 50 новых зелёных зон, в том числе парка «Зарядье».

## Здоровье москвичей
Заболеваемость москвичей в среднем выше, чем по другим районам страны: распространены болезни органов дыхания, астма, различные виды аллергии, сердечно-сосудистых заболеваний, болезни печени, желчного пузыря, органов чувств. Из 94 крупнейших городов мира Москва по рождаемости находится на 62-м, по смертности — на 70-м, по естественному приросту — на 71-м месте.  Выживаемость детей во многих столицах мира в 2—3 раза выше, чем в Москве.  Загрязнение атмосферного воздуха в Москве привело к постоянному росту аллергических и астматических заболеваний у детей и высокой смертности среди пожилых людей в периоды летнего смога.

В 2010 году, как и в прошлые годы, основными причинами смерти населения Москвы являются болезни системы кровообращения (56,5 %), злокачественные новообразования (19,0 %), травмы, отравления и другие внешние причины (6,9 %). На долю всех остальных причин смерти приходится 17,6 %.
…
В структуре смертности москвичей от болезней системы кровообращения наибольший удельный вес приходится на ишемическую болезнь сердца — 55,9 % и цереброваскулярные заболевания — 32,2 %. В структуре смертности от злокачественных новообразований преобладает онкопатология пищеварительной системы — 38,5 % и органов дыхания — 14,3 %. 

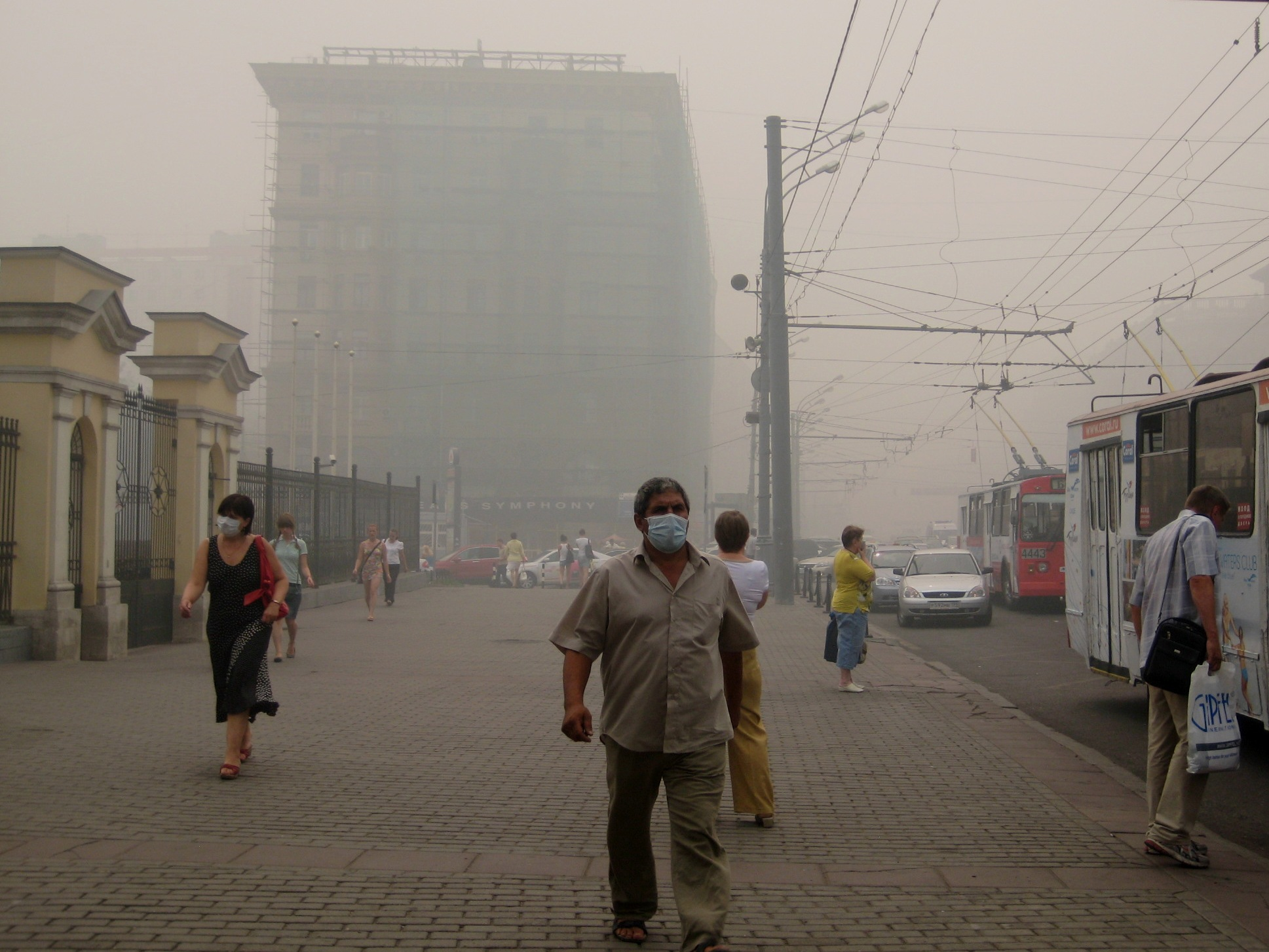
Смог в Москве из-за лесных пожаров в 2010 году

Недостаток кислорода, повышенные концентрации угарного газа и токсических веществ от выхлопов автомобилей, расплавленного асфальта, реагентов для таяния снега, которые увеличиваются и увеличиваются из года в год. Происходит постоянное отравление токсинами, происходящее на фоне кислородного голодания. Рушится иммунитет, возросло количество аллергических реакций, количество болеющих простудными заболеваниями, заболеваниями печени, позвоночника, суставов растёт не по дням, а по часам.

## Экология метрополитена
По данным опроса 2013 года, 41 % процент респондентов был недоволен качеством воздуха в метрополитене и наличием посторонних запахов. Химические исследования в те годы фиксировали концентрации NO2, а также CO и CO2 предельно близкие к допустимым и некоторое превышение нормы по содержанию пыли. Метрополитен увязывал качество воздуха с общей ситуацией в городе. В 2016 году в московском метрополитене было обновлено 460 установок вентиляционного оборудования, что увеличило приток воздуха в тоннели на треть. Полностью заменить систему вентиляции планировалось к 2019 году, однако, по ряду объективных причин, это удалось сделать только к 2023 году. Так, согласно сообщениям Максима Ликсутова, было заменено не только оборудование, но и 370 самих вентшахт, что поможет эффективнее контролировать сезонные перепады температуры зимой и летом, воздух сам по себе стал чище, и стал меняться ещё на 30 % чаще.
Также весной 2016 году на станциях метро «Боровицкая», «Киевская» и «Новокузнецкая» в рамках пилотного проекта были установлены системы очищения воздуха. Все вагоны серии «Москва», закупаемые метрополитеном у ОАО «Метровагонмаш», оборудованы системами кондиционирования и обеззараживания воздуха. Для снижения шумового давления, кроме постепенного перехода на более тихие новые составы, на новых и ряде реконструированных станций используют пути пониженной вибрации.

## Радиация
Средний уровень радиационного фона по Москве — 11 микрорентген в час. Радиационную безопасность Москвы обеспечивает ФГУП «Радон. На ноябрь 2016 года в городе работали 134 точки, где постоянно отбирали пробы грунта, воды и растительности. Также существует сеть специальных пунктов контроля, замеряющих радиационный фон и транслирующих данные в единый центр; часть из них установлены на МКАД и сканируют проезжающие автомобили. Всего таких пунктов на конец 2016 года было 53, часть из них дополнительно анализирует воздух. Также в 2015 году на входах всех станций метро появились датчики радиационного контроля.
Кроме ФГУП «Радон», в городе действует Государственная система учёта радиоактивных веществ и отходов, отслеживающая радиоактивные источники, необходимые в работе медицинских и промышленных предприятий. По данным на 2009 год, в Москве расположены 37 ядерно- и радиационно- опасных объектов, многие из них расположены на территории Курчатовского института. Всего в же в городе на 2016 год существует более двух тысяч организаций, использующих свыше 150 тысяч источников ионизирующего излучения.
Самым неблагополучным в радиационном отношении является район Коломенского склона в Южном административном округе, где расположен Московский завод полиметаллов. В 1950-е годы загрязнённые радионуклидами отходы сбрасывали прямо со склона вниз — к Москва-реке, и просто закапывали в землю. Полная дезактивация загрязнённой территории не проведена.
Основным фактором риска для населения являются очаги вторичного радиоактивного загрязнения, возникшие на местах складирования загрязнённых радионуклидами промышленных отходов, бывших временных хранилищ РАО и нелегальных свалок. В Москве за 20 лет к 2009 году было ликвидировано около 2 тысяч таких точек. За полвека в хранилища ФГУП «Радон» поступило (в основном из столицы) более 130 тысяч м3 радиоактивных отходов общей активностью около 15 миллионов Кюри. Другой источник поступления радионуклидов — грибы и ягоды, привезённые из других регионов и не прошедшие радиоконтроль комитета ветеринарии Москвы. Специалисты ведомства в 2015 годы выявили на рынках и ярмарках Москвы и Подмосковья 469 килограмм радиоактивных ягод.

## Сбор и утилизация отходов

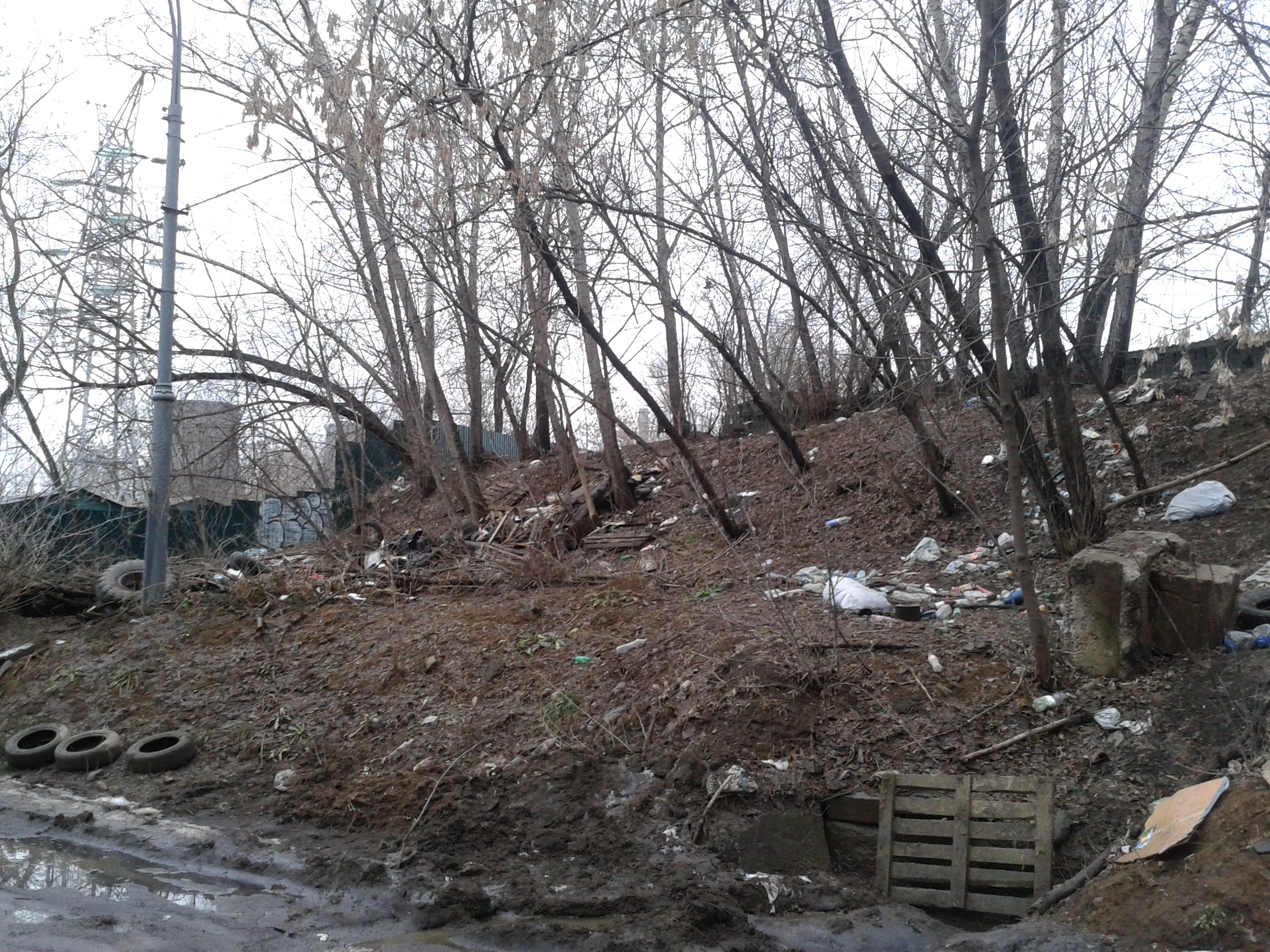
Загрязнённые газоны

За год в Москве образуется около 26 млн тонн отходов, из них 17 млн тонн — промышленные. Остальное приходится на бытовые, строительные и медицинские отходы. Из них около 5,6 млн тонн (~8 % отходов всей России) производят частные домохозяйства. 9,5 млн тонн вывозят на полигоны.
Городская программа по переработке мусора запущена в 2012 году и охватывала только Юго-Западный округ. В 2015 году эксперимент был расширен до девяти городских округов. Утилизацией занялись выигравшие 15-летние контракты компании «МКМ-Логистика», «Эколайн», «Хартия», «МСК-НТ» и «Спецтранс». До 2029 года город потратит на «обращение с отходами жилого сектора» 142,6 млрд руб.

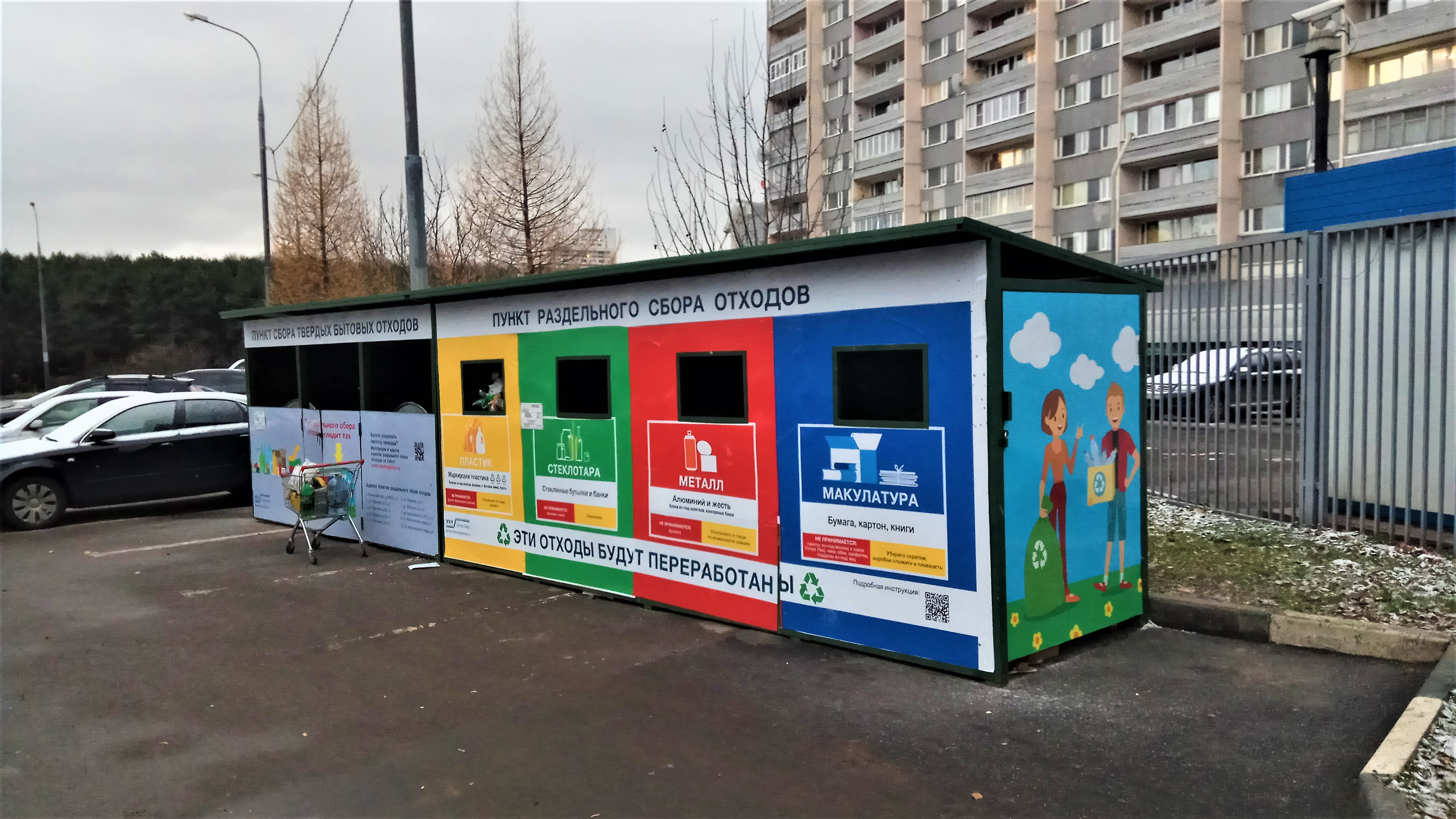
Пункт раздельного сбора отходов в Обручевском районе Москвы

На середину 2016 года в городе действовало около 1100 пунктов раздельного сбора мусора, однако волонтёры «Гринпис» заявляли о меньшем числе фактически доступных точек. Система раздельного сбора мусора включает в себя как стационарные пункты, работающие круглосуточно, так и отдельные контейнеры для пластика и стекла, а также мобильные пункты приёма отходов. При этом абсолютное большинство из 3,7 тыс. контейнерных площадок для мусора, расположенных рядом с жилыми домами, не оборудованы сортировочными контейнерами. Во вторичный оборот поступают лишь 18 % твердых бытовых отходов.
На 2017 год в Москве работают 3 мусоросжигательных завода, потребляя около 0,77 млн тонн мусора в год. В сентябре 2014 Сергей Собянин закрыл мусоросжигательный завод «Эколог» в районе Некрасовки, в июне 2015 правительство города запретило строительство мусоросжигательного завода на Вагоноремонтной улице в САО. Заявлялось, что в Москве новых заводов строиться не будет. При этом федеральной программой Минприроды «Чистая страна» предусмотрено строительство четырёх мусоросжигательных заводов в Московской области. На реализацию проекта в Подмосковье (как и ещё одного завода в Татарстане) планируется потратить 243,4 млрд руб. до 2025 года. Планы вызвали критику экологических организаций.

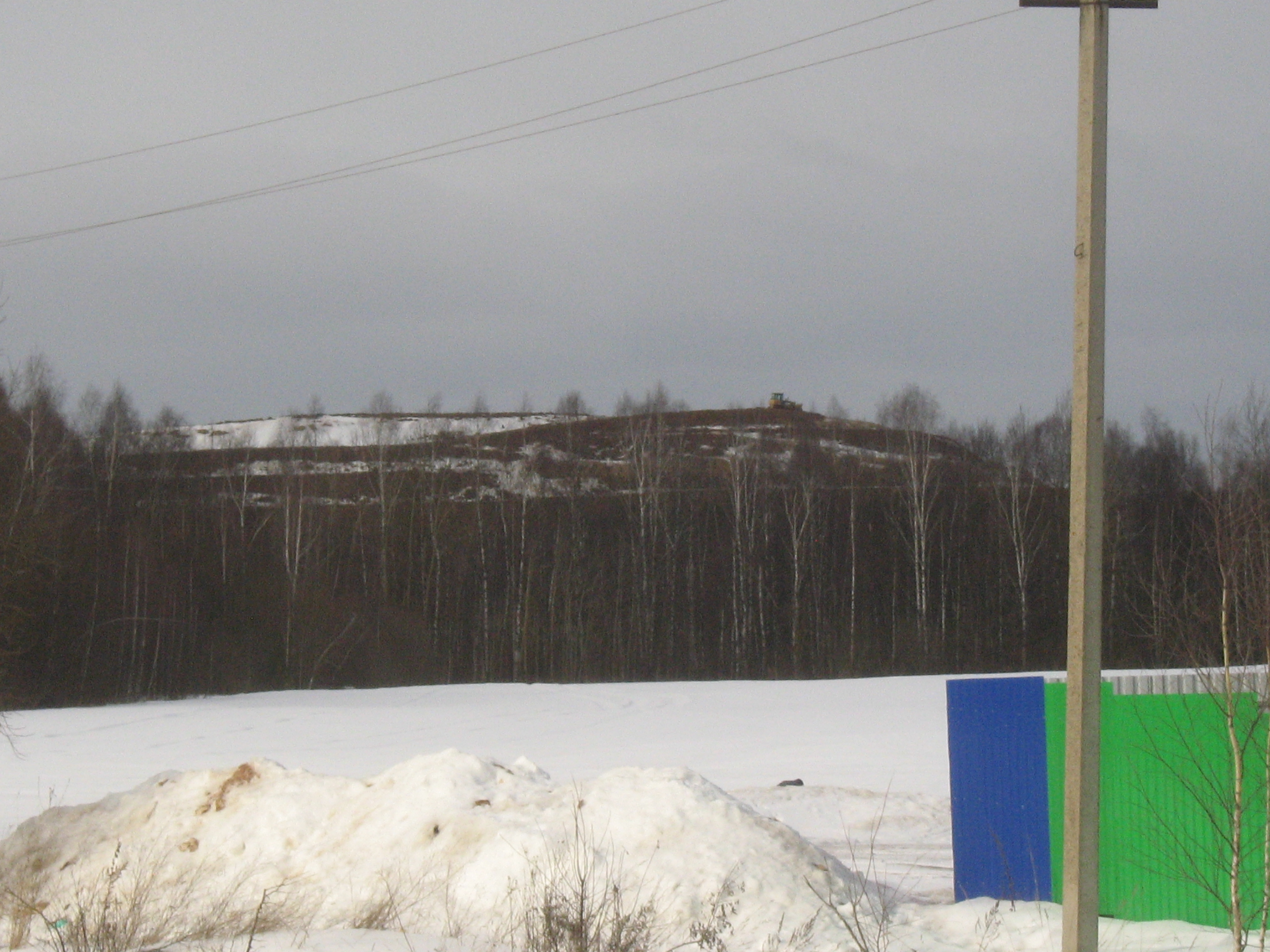
Столичный мусор рядом с турцентром "Золотого кольца"

 Вывоз московского мусора на полигон рядом с Александровым, рассчитанный лишь на местный мусор, привёл к тому, что при определённых направлениях ветра турисnы в центре города ясно чувствуют запах (см. илл.).

## Экологический рейтинг районов города

Административный план города Москвы

В центре города основное влияние на экологию оказывает автотранспорт (80 % загрязнения в пределах Садового кольца). Также сильное загрязнение от автотранспорта ощущается вдоль крупных автомагистралей (50—250 метров, в зависимости от застройки и зелёных насаждений). Промышленные предприятия расположены в основном на юго-востоке (вдоль Москвы-реки) и на востоке города. Самые чистые районы — Ясенево, Крылатское, Строгино, район метро Юго-Западная, а также за пределами кольцевой дороги — Митино, Солнцево. Самые грязные — Капотня, Марьино, Братеево, Люблино, районы внутри Садового кольца.

### Восточный округ
На территории округа имеется несколько крупных промзон, которые существенно влияют на экологию прилежащих районов. Наиболее чистые районы — прилегающие к лесопарку «Лосиный Остров» и Измайловскому парку, а также Вешняки и находящиеся за кольцевой автодорогой — Новокосино, Косино-Ухтомский, Жулебино. Наиболее грязные — прилегающие к центральному и юго-восточному округам.

### Юго-Восточный округ
Один из самых загрязнённых в Москве. На качество атмосферного воздуха в основном влияют Московский нефтеперерабатывающий завод, а также множество предприятий, расположенных вдоль Москвы-реки. Предприятия-загрязнители имеются практически на всей территории округа. В этом округе практически все районы сильно загрязнены, особенно — Капотня, Марьино, Люблино. Тем не менее, Кузьминский лесопарк влияет положительно на экологическую ситуацию в округе. Наиболее чистыми районами ЮВАО являются Кузьминки и Выхино-Жулебино.

### Южный округ
На качество атмосферного воздуха в основном влияют Московский нефтеперерабатывающий завод. Наименее загрязнённые районы, (в порядке возрастания загрязнённости): Чертаново (исключая Варшавское шоссе), Бирюлёво Западное и Бирюлёво Восточное. Следует обратить внимание на микрорайоны Братеево и Орехово-Борисово, в которых, несмотря на небольшое количество выбросов, рельеф местности способствует накоплению вредных веществ в воздухе, что делает эти микрорайоны одними из самых загрязнённых в Москве в те дни, когда метеоусловия способствуют накоплению вредных примесей в атмосфере. Именно из этих районов поступает наибольшее количество жалоб от населения. Также в Южном округе (Москва, улица Подольских Курсантов, 22А) работает Мусоросжигательный завод № 3 ГУП «Экотехпром», что осложняет экологическую ситуацию.

### Юго-Западный округ
Один из самых чистых в Москве. Наиболее чистые районы — Ясенево, Тёплый Стан, Южное Бутово, Северное Бутово. На территории округа не имеется особо крупных источников загрязнения атмосферного воздуха, но крупные источники загрязнения, расположенные в Южном округе, оказывают влияние на восточную часть Юго-Западного округа.

### Западный округ
Наиболее чистые районы — Солнцево и Новопеределкино, находящиеся за пределами МКАД. На территории округа очень крупных источников загрязнения атмосферного воздуха нет, однако имеется несколько промзон (вдоль Можайского шоссе, Кутузовского проспекта), которые ощутимо влияют на экологию этого района.

### Северо-западный округ
Самый чистый в Москве. Наиболее чистые районы округа — Митино, Строгино. На территории округа крупных источников загрязнения практически нет. Автотранспорт не сильно влияет на воздух, за исключением кварталов вдоль крупных шоссе, проходящих через этот округ.

### Северный округ
В целом район чистый. Имеется крупная промзона в районе станции метро Войковская. Южная часть загрязнена сильнее северной.

### Северо-восточный округ
Северная часть округа намного чище южной. Севернее станции метро ВДНХ существенно влияющих на экологию промзон нет, однако имеются отдельные предприятия, влияющие на экологию близлежащих районов, южнее же есть несколько не очень крупных промышленных зон и большое количество автотранспорта.

### Центральный округ
Один из самых загрязнённых округов столицы. Основным источником загрязнения атмосферного воздуха является автотранспорт. Основные загрязняющие вещества — оксид углерода и диоксид азота, санитарные нормы последнего превышены в среднем в 2—3 раза. Крупных промышленных источников загрязнения нет.